# إدغار ميلو
إدغار ميلو (بالإسبانية: Edgar Melo)‏ (19 أكتوبر 1987 في تشيلي - ) هو لاعب كرة قدم تشيلي في مركز الوسط. لعب مع Deportes Iberia ‏ ونادي كونسيبسيون ‏ وDeportes Valdivia ‏ وبويرتو مونت ‏ وديبورتيس نافال.

## وصلات خارجية
- إدغار ميلو على موقع قاعدة بيانات كرة القدم.إي يو (الإنجليزية)
- إدغار ميلو على موقع Soccerway.com (الإنجليزية)